# Angelica pinnata
Angelica pinnata är en flockblommig växtart som beskrevs av Sereno Watson. Angelica pinnata ingår i släktet kvannar, och familjen flockblommiga växter. Inga underarter finns listade i Catalogue of Life.

## Bildgalleri

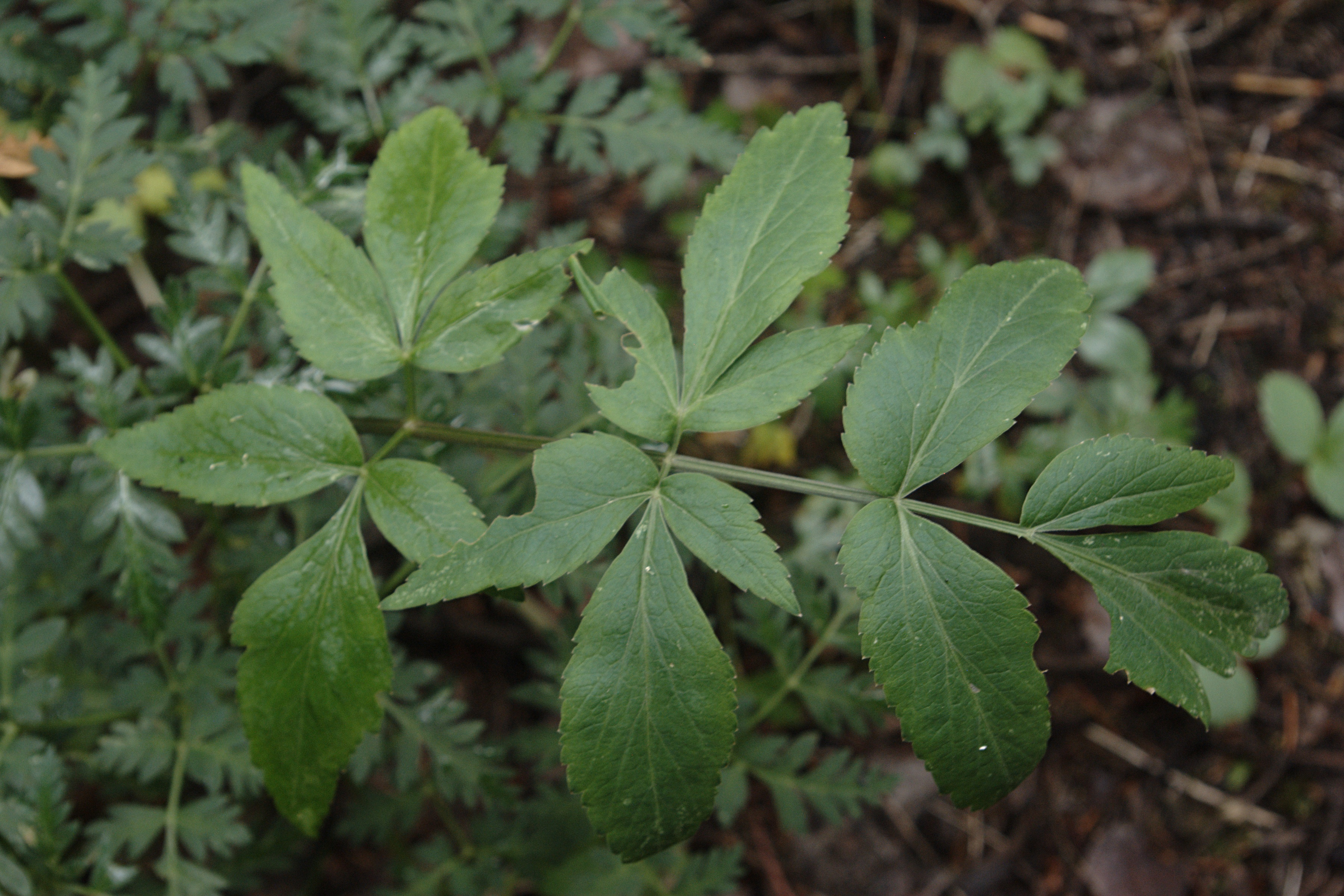